# فلاديمير فوك
فلاديمير ألكساندروفيتش فوك (22 ديسمبر 1898-27 ديسمبر 1974) كان فيزيائيًا سوفيتيًا قام بعمل تأسيسي في ميكانيكا الكم والديناميكا الكهربية الكمومية.